# 花環肉質軟珊瑚
花環肉質軟珊瑚（学名：Sarcophyton trocheliophorum）为軟珊瑚科肉質軟珊瑚屬下的一个种。